# کل قری
کلغری
کلغری، روستایی از توابع بخش جلگه‌رخ شهرستان تربت حیدریه در استان خراسان رضوی ایران است.

## جمعیت
این روستا در دهستان بالارخ قرار دارد و براساس سرشماری مرکز آمار ایران در سال ۱۳۸۵، جمعیت آن ۱۲۴ نفر (۳۲خانوار) بوده‌است.